# Analogia entis
Analogia entis, lat. "det varandes analogi", är ett begrepp som främst förekommer inom skolastisk teologi för att förklara hur utsagor om Gud är möjliga. Om Gud avviker helt från varje mänsklig föreställning om honom, hur kan vi då påstå något om honom annat än enbart negationer (jfr apofatisk teologi). 
Läran om analogia entis tar sin utgångspunkt i skapelsen. Om världen är skapad av Gud, måste den också uppvisa spår som erinrar om Gud (analogier) och som är oss till hjälp att förstå vad Gud är. Från jordisk kärlek, vilken är skapad av Gud, kan vi dra analogin om vad en himmelsk kärlek innebär etc. Gud är således inte i allt olik skapelsen, men Han överstiger skapelsen på ett omätligt sätt.